# 근로복지공단 경기요양병원
근로복지공단 경기요양병원(京畿療養病院)은 산업재해로 인한 장해를 입은 근로자들의 신체기능의 조기회복과 생활응능력 개발을 통한 사회복귀를 촉진하기 위해 설립된 대한민국 고용노동부 산하 근로복지공단 소속의 직영요양병원이다. 경기도 화성시 우정읍 쌍봉로 465-4 (화수리)에 위치하고 있다.

## 연혁
- 1983년 5월 1일 독지가 김철호가 부지 헌납 (24,800m³)
- 1985년 6월 13일 화성요양원 개원 (의원급 150병상)
- 1993년 5월 1일 척수손상센터 신설 (100병상)
- 1995년 4월 7일 재단법인 산재의료관리원 소속으로 재출범
- 1996년 2월 15일 경기요양병원으로 명칭 변경 및 병원급 의료기관 승격 (허가병상 110병상)
- 1998년 6월 30일 175병상으로 허가병상 증설
- 2002년 5월 25일 180병상으로 허가병상 증설
- 2003년 12월 12일 의료영상저장전달시스템(PACS) 구축
- 2005년 3월 9일 허가병상 174병상으로 변경
- 2008년 6월 1일 신축병원(182병상) 착공
- 2009년 12월 11일 신축병원 준공 및 이전
- 2014년 7월 1일 "근로복지공단 경기요양병원"으로 명칭변경

## 조직

### 경기요양병원장
- 신경외과 및 내과
  - 영상의학실
  - 진단검사의학실
- 재활치료팀
- 간호약제팀
- 경영지원팀